# 皮爾靈頓 (密西西比州)
皮爾靈頓（英語：Pearlington）是位於美國密西西比州漢考克縣的普查規定居民點。

## 人口
根據2020年美國人口普查的數據，皮爾靈頓的面積為24.71平方千米，當中陸地面積為23.64平方千米，而水域面積為1.07平方千米。當地共有人口1153人，而人口密度為每平方千米46.66人。